# Laajasalo Pukit 1980
Questa voce raccoglie le informazioni riguardanti i Laajasalo Pukit nelle competizioni ufficiali della stagione 1980. I dati sono molto incompleti.

## Maschile

### Vaahteraliiga 1980

#### Stagione regolare
| 1980 2ª giornata | Espoo Poli | ? – ? | Laajasalo Pukit |  |

| 1980 4ª giornata | Laajasalo Pukit | 7 – 68 | MAJS |  |

### Statistiche di squadra
| Competizione      | %Vittorie | In casa | In casa | In casa | In casa | In casa | In casa | In trasferta | In trasferta | In trasferta | In trasferta | In trasferta | In trasferta | Totale | Totale | Totale | Totale | Totale | Totale |
| Competizione      | %Vittorie | G       | V       | N       | P       | Pf      | Ps      | G            | V            | N            | P            | Pf           | Ps           | G      | V      | N      | P      | Pf     | Ps     |
| ----------------- | --------- | ------- | ------- | ------- | ------- | ------- | ------- | ------------ | ------------ | ------------ | ------------ | ------------ | ------------ | ------ | ------ | ------ | ------ | ------ | ------ |
| Stagione regolare | .250      | ?       | 0+?     | 0+?     | 1+?     | 7+?     | 68+?    | ?            | ?            | ?            | ?            | ?            | ?            | 6      | 1      | 1      | 4      | 66     | 197    |
| Totale            | .250      | ?       | 0+?     | 0+?     | 1+?     | 7+?     | 68+?    | ?            | ?            | ?            | ?            | ?            | ?            | 6      | 1      | 1      | 4      | 66     | 197    |